# ハインツ・ツェマネク
ハインツ・ツェマネク（Heinz Zemanek, 1920年1月1日 - 2014年7月16日）は、オーストリアの計算機科学者。

## 来歴
1920年にウィーンで生まれ、ウィーン大学で学び、1951年に博士号を取得した。

## 業績
ウィーン工科大学に在籍していた1954年にオランダに旅行してフィリップス社にトランジスタの寄付を請求してこれを使って1956年5月から1958年5月にかけて『Mailüfterl』(五月のそよ風)という独自のトランジスタ式コンピュータを組み立てた。これはトランジスタ式のコンピュータとしては最初期のものだった。
この計画は正式に学校に承認されたものではなく、資金援助や人的な支援も皆無でフィリップス社も快く部品を提供したのではなく、最初は1,000個だけだったが徐々に増えて最終的には3,000個のトランジスタ、5,000個のダイオードと同じ数のコンデンサ、15,000個の抵抗器の寄贈を受けて完成させた。ツェマネクはBVR（Binar dezimaler Volltransistor-Rechenautomat=完全トランジスタ2進法-10進コンピュータ）という正式な名前のこのマシンに、「Mailüfterl=五月のそよ風」というニックネームを付けたが、それはアメリカのマサチューセッツ工科大学で開発されたWhirlwindや1951年にRCAで開発されたTyphoonという大げさな名称のマシンに対するアンチテーゼだったとされる。1972年ヴィルヘルム・エクスナー・メダル受賞。1998年エドゥアルト・ライン財団名誉リング
プログラミング言語であるPL/Iの細部の仕様を策定した。1971年から1974年にかけて情報処理国際連合の会長を務めた。